# Don Juan (película)
Don Juan es una película española de 1950, del género drama romántico, dirigida por José Luis Sáenz de Heredia. Se trata de una adaptación de Don Juan Tenorio de José Zorrilla.

## Sinopsis
Don Juan (Antonio Vilar) abandona Venecia y vuelve a su Sevilla natal, donde se entera de que su padre ha muerto y que condiciona su herencia a su boda con Doña Inés (María Rosa Salgado). Él intenta engañarla para no casarse, pero cuando la conoce queda fascinado por su belleza.

## Reparto
- Antonio Vilar - Don Juan
- Annabella - Señora Ontiveras
- María Rosa Salgado - Doña Inés de Ulloa
- Santiago Rivero - Don Gonzalo de Ulloa
- José Ramón Giner - Chuti
- Enrique Guitart - Don Luis Mejía
- Mario Berriatúa - Hernando
- María Asquerino  - Claudina
- Mary Lamar - Condesa de Guadix
- Fernando Fernández de Córdoba - Don Félix Calderón
- Jacinto San Emeterio - Octavio

## Premios y nominaciones
Sexta edición de las Medallas del Círculo de Escritores Cinematográficos
| Categoría       | Nominación                 | Resultado |
| --------------- | -------------------------- | --------- |
| Mejor director  | José Luis Sáenz de Heredia | Ganador   |
| Premio especial | Antonio Vilar              | Ganador   |